# Šalvěj hajní

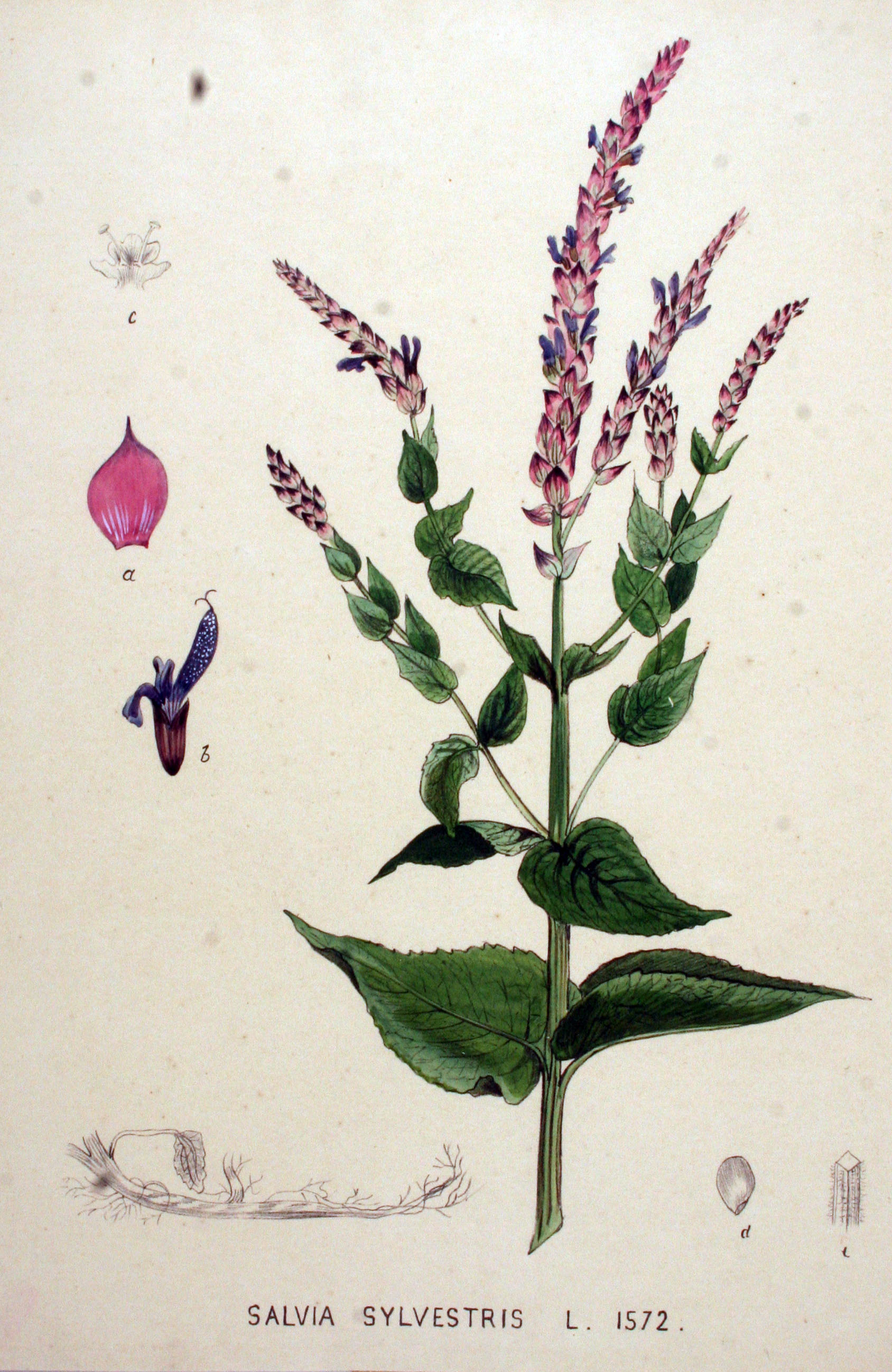
Popisný obrázek

Šalvěj hajní (Salvia nemorosa) je vytrvalá bylina z čeledi hluchavkovité (Lamiaceae), široce rozšířená ve střední Evropě a v západní Asii. V ČR se vyskytuje především v teplejších oblastech, v suchých travnatých porostech slunných poloh.

## Synonyma
- Salvia sylvestris auct.[1]

## Popis
Vytrvalá bylina s klasovitým květenstvím lichopřeslenů. Pyskaté květy jsou zbarvené růžově nebo fialově a kryty jsou nápadnými, srdčitými listeny fialové barvy. Kvete v červnu a červenci.
Dorůstá do výšky 40 až 80 cm. Lodyhy jsou hranaté, přímé nebo vystoupavé, ochlupené. Listy bývají podlouhle vejčité až vejčitě kopinaté, 4–7 cm dlouhé, vespoudu dlouze řapíkaté, horní přisedlé. Druh je značně proměnlivý.

## Použití
Jako okrasná rostlina na záhony, do skalek, ve větších skupinách do sadovnických kompozic. Byly vyšlechtěny barevné kultivary. Je vhodná spíše pro volnější kompozice nebo řez, starší rostliny mohou vypadat nevhodně, přirozeně daným nepravidelným růstem.

### Kultivary
Podle kultivaru mohou mít květy šalvěje hajní čistě bílou nebo červenou barvu, většina kultivarů však osciluje mezi modrou a fialovou barvou.
- 'Blue Queen'
- 'Caradonna'
- 'Lubeca'
- 'Mainacht'
- 'Ostfriesland'
- 'Rose Queen'
- 'Rügen'
- 'Tänzerin'

## Nároky
Slunečné nebo světlé polohy, propustné půdy. Množení semeny. Není náročná na živiny, ale lépe jí vyhovují živné půdy. Snáší i stanoviště bez zálivky.